# Karin Rätzel
Karin Rätzel (* 29. März 1947 in Forst (Lausitz)) ist eine ehemalige Kommunalpolitikerin, die zeitweise der SPD angehörte und von 2002 bis 2006 Oberbürgermeisterin von Cottbus war.
Rätzel war zunächst nach ihrem Abitur, welches sie 1965 ablegte, als Großhandelskauffrau tätig und arbeitete nach ihrem Umzug von Forst nach Cottbus 1970 dort im Datenverarbeitungszentrum der Stadt. 1971 schloss sie die Fachschule im Binnenhandel ab, bevor sie 1977 an der Technischen Universität Dresden ihr Studium als Dipl. Ing.-Ökonom erfolgreich beendete. 1985 wurde sie Fachdirektorin im VEB Ingenieurbüro und Rationalisierung. Nach der Wende organisierte sie die Privatisierung eines volkseigenen Betriebes in Senftenberg und wurde 1991 Kaufmännische Geschäftsführerin der Gebäudewirtschaft Cottbus GmbH. Ab 1994 war sie Beigeordnete für Finanzen in Cottbus, bevor sie im Jahr 2000 durch die Stadtverordnetenversammlung abgewählt wurde. Den Antrag zur Abwahl stellte der damalige Oberbürgermeister Waldemar Kleinschmidt (CDU) sowohl gegen die Beigeordnete Karin Rätzel (damals SPD) als auch gegen die Beigeordnete für Bauwesen, Gisela Kraft (SPD), mit der Begründung des völlig zerrütteten Vertrauensverhältnisses. 
2002 trat Karin Rätzel als parteilose Kandidatin für das Amt des Cottbuser Oberbürgermeisters an und gewann die Stichwahl mit über 66 % der Stimmen gegen Markus Derling (CDU). Sie wurde Amtsnachfolgerin von Waldemar Kleinschmidt. Für die Stadtverordneten war die Wahl von Karin Rätzel überraschend. Immer wieder kam es zu Krisen in der Zusammenarbeit. Letztlich beschloss die Stadtverordnetenversammlung, einen Bürgerentscheid zu ihrer Abberufung durchzuführen. Der Oberbürgermeisterin wurde von den Stadtverordneten ein autoritärer, undemokratischer Führungsstil, bewusste Desinformation der Abgeordneten und inkompetentes Management bei wichtigen Wirtschaftsprojekten vorgeworfen. 
Am 2. Juli 2006 fand der Bürgerentscheid zur Abberufung Karin Rätzels als Oberbürgermeisterin statt. Sie wurde bei einer Wahlbeteiligung von 35,60 % mit 89,63 % der abgegebenen Stimmen zum 6. Juli abgewählt.
Rätzel ist geschieden und Mutter von zwei Söhnen.   
| Personendaten    | Personendaten                                                                 |
| ---------------- | ----------------------------------------------------------------------------- |
| NAME             | Rätzel, Karin                                                                 |
| KURZBESCHREIBUNG | deutsche Politikerin (parteilos), Oberbürgermeisterin von Cottbus (2002–2006) |
| GEBURTSDATUM     | 29. März 1947                                                                 |
| GEBURTSORT       | Forst (Lausitz)                                                               |